# Bancu
Bancu (węg. Csíkbánkfalva) – wieś w Rumunii, w okręgu Harghita, w gminie Ciucsângeorgiu. W 2011 roku liczyła 1331 mieszkańców.